# Sergej Novikov (judoka)
Sergej Petrovič Novikov (in russo Серге́й Петрович Новиков?; Mosca, 25 dicembre 1949 – 16 aprile 2021) è stato un judoka sovietico, dal 1991 cittadino russo.

## Palmarès

### Olimpiadi
- 1 medaglia:
  - 1 oro (Montréal 1976 nei pesi massimi)

### Mondiali
- 2 medaglie:
  - 1 argento (Vienna 1975 nei +93 kg)
  - 1 bronzo (Losanna 1973 nei pesi massimi)